# Cytheridea punctillata
Cytheridea punctillata is een mosselkreeftjessoort uit de familie van de Cytherideidae. De wetenschappelijke naam van de soort is voor het eerst geldig gepubliceerd in 1865 door Brady.